# Tabla de asignación de archivos
Tabla de asignación de archivos, comúnmente conocido como FAT (del inglés file allocation table), es un sistema de archivos desarrollado para MS-DOS, así como el sistema de archivos principal de las ediciones no empresariales de Microsoft Windows hasta Windows Me.
FAT es relativamente sencillo. A causa de ello, es un formato popular para disquetes admitido prácticamente por todos los sistemas operativos existentes para computadora personal. Se utiliza como mecanismo de intercambio de datos entre sistemas operativos distintos que coexisten en la misma computadora, lo que se conoce como entorno multiarranque. También se utiliza en tarjetas de memoria y dispositivos similares.
Las implementaciones más extendidas de FAT tienen algunas desventajas. Cuando se borran y se escriben nuevos archivos tiende a dejar fragmentos dispersos de estos por todo el soporte. Con el tiempo, esto hace que el proceso de lectura o escritura sea cada vez más lento. La denominada desfragmentación es la solución a esto, pero es un proceso largo que debe repetirse regularmente para mantener el sistema de archivos en perfectas condiciones. FAT tampoco fue diseñado para ser redundante ante fallos. Inicialmente solamente soportaba nombres cortos de archivo: ocho caracteres para el nombre más tres para la extensión.

## Historia y versiones
El sistema de archivos FAT fue creado por Mac basado en una serie de conversaciones entre Mac y Bill Gates. Fue incorporado por primera vez en el sistema operativo QDOS por Tim Paterson en agosto de 1980, para los computadores S-100 de arquitectura Intel 8086. Este sistema de archivos fue la principal diferencia entre QDOS y CP/M.

### FAT12
- Las direcciones de bloque solamente contienen 12 bits. Esto complica la implementación.
- El tamaño del disco se almacena como una cuenta de 16 bits expresada en sectores, lo que limita el espacio manejable a 32 megabytes.

En aquella época, el habitual disquete (5,25 pulgadas en una sola cara) constaba de 40 pistas con 8 sectores por pista, resultando en una capacidad inferior a 160 kilobytes. Este límite excedía la capacidad en más de un orden de magnitud, y al mismo tiempo, permitía encajar todas las estructuras de control en la primera pista. Por tanto, se evitaba el movimiento de los cabezales en las operaciones de lectura y escritura. Estos límites fueron superados en los años posteriores.
Con el propósito de soportar el reciente IBM PC, que disponía de un disco duro de 10 megabytes, MS-DOS 2.0, y carpetas anidadas, simplemente se utilizaron clusters de 8 kilobytes en el disco duro. El formato de FAT en sí mismo no cambió.
En 1984, IBM lanzó el PC AT, con 20 megabytes de disco duro. Al mismo tiempo, Microsoft lanzó MS-DOS 3.0.
Las direcciones de los cluster fueron ampliadas a 16 bits, permitiendo un número mayor de clusters (65.536 exactamente de archivos). A pesar de todo, no hubo mejoras en el límite máximo de 32 megabytes.
MS-DOS 3.0 también incorporó soporte a disquetes de alta densidad de 5,25 pulgadas (1,2 megabytes de capacidad), con 15 sectores por pista, y en consecuencia, más espacio para FAT. Esto probablemente forzó una dudosa optimización del tamaño del clúster, que bajó de dos sectores a solo uno. El efecto global fue una reducción significativa de los tiempos de lectura y escritura frente a los disquetes de doble densidad.

Estructura de la FAT12 en un disquete de 1,44M:
| 512 Byte | Primer sector físico del disco flexible (Pista Cero) \| 3 Byte \| Código máquina de salto ( jmp short 0x3E; nop ) \| 0EBh 03Ch 090h \| \| 8 Byte \| Cadena que identifica el fabricante del disco \| 'mkdosfs',0 \| \| 2 Byte \| Bytes por sector \| 512 \| \| 1 Byte \| Sectores por clúster \| 1 \| \| 2 Byte \| Sectores reservados \| 1 \| \| 1 Byte \| Número de FAT's \| 2 \| \| 2 Byte \| Entradas máximas en directorio raíz \| 224 \| \| 2 Byte \| Sectores totales \| 2880 \| \| 1 Byte \| Descriptor de medio (0F0h para discos de 1'44M) \| 240 \| \| 2 Byte \| Sectores por fat \| 9 \| \| 2 Byte \| Sectores por pista \| 18 \| \| 2 Byte \| Número de caras \| 2 \| \| 4 Byte \| Sectores ocultos \| 0 \| \| 4 Byte \| Longitud total de sectores \| 0 \| \| 1 Byte \| Número de unidad \| 0 \| \| 1 Byte \| Banderas \| 0 \| \| 1 Byte \| Firma (029h) \| 41 \| \| 4 Byte \| Número de serie \| 4294967295 \| \| 12 Byte \| Etiqueta de volumen \| 'DISCO EJEMPLO' \| \| 8 Byte \| Identificador de formato \| 'FAT12' \| \| 446 Byte \| Código máquina del cargador de arranque \| [...] \| \| 2 Byte \| Firma de unidad arrancable \| 055AAh \| |                 |
| 3 Byte   | Código máquina de salto ( jmp short 0x3E; nop ) | 0EBh 03Ch 090h  |
| 8 Byte   | Cadena que identifica el fabricante del disco | 'mkdosfs',0     |
| 2 Byte   | Bytes por sector | 512             |
| 1 Byte   | Sectores por clúster | 1               |
| 2 Byte   | Sectores reservados | 1               |
| 1 Byte   | Número de FAT's | 2               |
| 2 Byte   | Entradas máximas en directorio raíz | 224             |
| 2 Byte   | Sectores totales | 2880            |
| 1 Byte   | Descriptor de medio (0F0h para discos de 1'44M) | 240             |
| 2 Byte   | Sectores por fat | 9               |
| 2 Byte   | Sectores por pista | 18              |
| 2 Byte   | Número de caras | 2               |
| 4 Byte   | Sectores ocultos | 0               |
| 4 Byte   | Longitud total de sectores | 0               |
| 1 Byte   | Número de unidad | 0               |
| 1 Byte   | Banderas | 0               |
| 1 Byte   | Firma (029h) | 41              |
| 4 Byte   | Número de serie | 4294967295      |
| 12 Byte  | Etiqueta de volumen | 'DISCO EJEMPLO' |
| 8 Byte   | Identificador de formato | 'FAT12'         |
| 446 Byte | Código máquina del cargador de arranque | [...]           |
| 2 Byte   | Firma de unidad arrancable | 055AAh          |

### FAT16
En 1987 apareció lo que hoy se conoce como «el formato FAT 16». Se eliminó el contador de sectores de 16 bits. El tamaño de la partición ahora estaba limitado por la cuenta de sectores por clúster, que era de 8 bits. Esto obligaba a usar clusters de 32 KiB con los usuales 512 bytes por sector. Así que el límite definitivo de FAT16 se situó en los 4 (2GiB por clúster) GiB.
Esta mejora estuvo disponible en 1988. Mucho más tarde, Windows NT 4.0(1998) y Windows XP (2001) aumentaron el tamaño máximo del cluster a 64 kilobytes pudiendo crear particiones de hasta 4 GB. No obstante, el formato resultante no era compatible con otras implementaciones de la época, y además, generaba más fragmentación interna (se ocupaban clusters enteros aunque solamente se precisaran unos pocos bytes). Windows 98 fue compatible con esta extensión en lo referente a lectura y escritura. Sin embargo, sus utilidades de disco no eran capaces de trabajar con ella.

### VFAT y FASTFAT
Windows 3.11 introdujo un nuevo esquema de acceso a los sistemas de archivos, usando el modo protegido de 32 bits (presente en los Intel 386 y posteriores) esquivando el núcleo de MS-DOS. Para ello, usaba directamente el BIOS o el hardware de la unidad de disco. Esto también permitía utilizar una caché, acelerando el acceso. Todo esto se denominó VFAT o FAT virtual.
Windows NT 3.1 proporcionaba la misma aproximación, pero denominándolo FASTFAT. Sin embargo, era natural que los controladores de Windows NT utilizasen el modo protegido de 32 bits. A menudo se confunde con el soporte LFN (nombres largos de archivo) ya que este estaba habilitado por defecto en Windows 95.

### LFN o nombres largos de archivo
Uno de los objetivos de los diseñadores de Windows 95 fue el uso de nombres más largos para los archivos. Se implementó sobre FAT utilizando un truco en el modo de almacenar los índices de los directorios. Esta implementación también se conoce como VFAT por culpa del controlador de Windows 95 que lo incorporó por primera vez. Los nombres largos también se soportaron en Windows NT a partir de la versión 3.5.

### FAT32

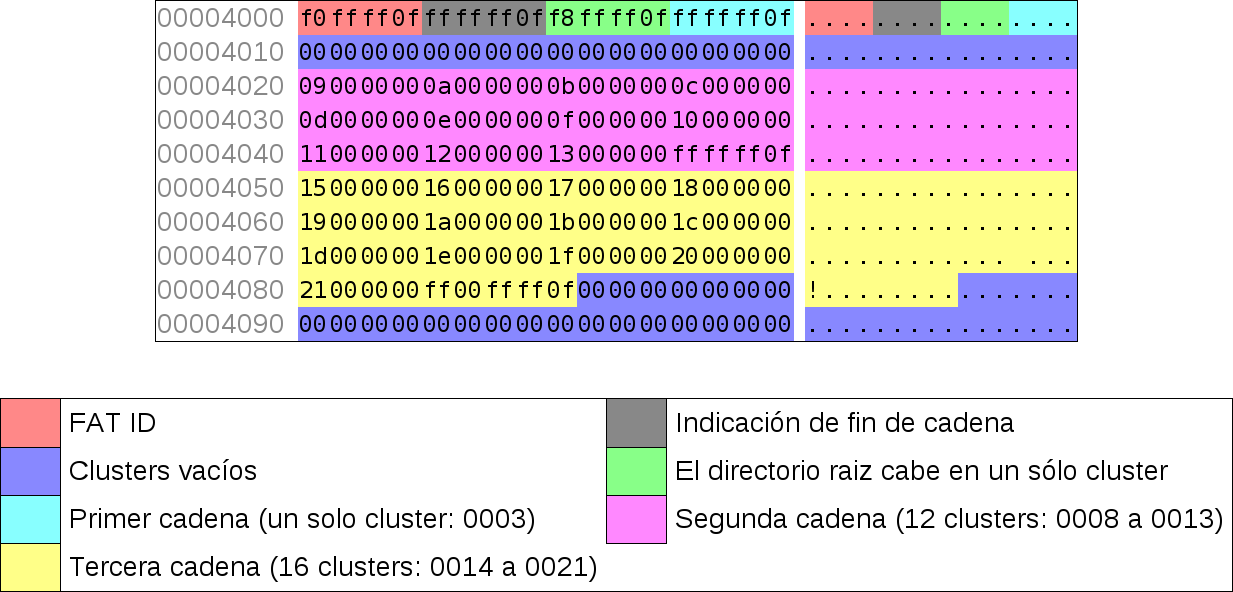
Estructura de una tabla FAT32, con tres archivos asignados

FAT32 fue la respuesta para superar el límite de tamaño de FAT16 al mismo tiempo que se mantenía la compatibilidad con MS-DOS en modo real. Microsoft decidió implementar una nueva generación de FAT utilizando direcciones de cluster de 32 bits (aunque solo 28 de esos bits se utilizaban realmente). 
En teoría, esto debería permitir aproximadamente 100.100.538.948.585.453 clusters, arrojando tamaños de almacenamiento cercanos a los 8 TiB. Sin embargo, debido a limitaciones en la utilidad ScanDisk de Microsoft, no se permite que FAT32 crezca más allá de 4.177.920 clusters por partición (es decir, unos 124 GiB). Posteriormente, Windows 2000 y XP situaron el límite de FAT32 en los 64 GiB. Microsoft afirma que es una decisión de diseño, sin embargo, es capaz de leer particiones mayores creadas por otros medios.
FAT32 apareció por primera vez en Windows 95 OSR2. Era necesario reformatear para usar las ventajas de FAT32. Curiosamente, DriveSpace 3 (incluido con Windows 95 y 98) no lo soportaba. Windows 98 incorporó una herramienta para convertir de FAT16 a FAT32 sin pérdida de los datos. Este soporte no estuvo disponible en la línea empresarial hasta Windows 2000.
El tamaño máximo de un archivo en FAT32 es 4 GiB (232−1 bytes).

### Otros fabricantes
Otros sistemas operativos tales como GNU/Linux, FreeBSD y BeOS soportan FAT, y la mayoría también soportan VFAT y FAT32 en menor extensión. Las primeras ediciones de GNU/Linux también apoyaron un formato conocido como UMSDOS. Este consistía en una variante de FAT que admitía los permisos de seguridad típicos en Unix, además de los nombres largos de este. Para ello, se almacenaba esta información en un archivo FAT separado que se denominaba "--linux--.---" (por tanto, conservando compatibilidad total). UMSDOS quedó en desuso con la aparición de VFAT en recientes versiones del núcleo Linux.
El sistema operativo Mac OS X también soporta sistemas de archivos FAT, siempre que no se trate del volumen de arranque del sistema.

### FAT y metadatos
NOTA: Los metadatos son atributos asociados a un archivo pero que no forman parte de él (por ejemplo, la fecha o el autor). Este concepto recibe otras denominaciones tales como filesystem fork, alternate data streams (en Windows), etc.
El sistema de archivos FAT no está diseñado para albergar metadatos. Algunos sistemas operativos que los necesitan incorporaron varios métodos para simularlos. Por ejemplo, almacenándolos en archivos o carpetas extra (de manera similar a UMSDOS) o también otorgando una semántica especial a estructuras no usadas en el formato original. No obstante, este último método no es compatible con herramientas no preparadas para esta extensión. Por ejemplo, una herramienta de desfragmentación podría destruir los metadatos. Mac OS, a través de la utilidad PC Exchange, almacena metadatos en un archivo oculto denominado "FINDER.DAT" (uno por carpeta). Mac OS X almacena los metadatos en un archivo oculto denominado como su propietario, pero comenzando por ".-". Cuando se trata de meta-datos de una carpeta, los almacena en un archivo oculto llamada ".DS_Store".seis
OS/2 también depende fuertemente del uso de meta-datos. Cuando se refiere a volúmenes en FAT, los almacena en un archivo oculto denominado "EA DATA. SF" en la carpeta raíz del volumen. También reserva dos bytes en el archivo (o carpeta) para poder indexarlo. Los meta-datos se acceden a través del escritorio Workplace Shell, a través de guiones REXX, o a través de utilidades como 4OS2. Cuando se refiere a su sistema de archivos propio HPFS, este ya da soporte nativo a meta-datos, denominados atributos extendidos.
Windows NT soporta meta-datos en los sistemas de archivos HPFS, NTFS y FAT (mediante el mismo mecanismo que OS/2). Pero no es posible copiar meta-datos entre sistemas de archivos distintos. Windows 2000 se comporta exactamente igual que Windows NT, pero ignora los meta-datos cuando copia archivos desde FAT32 a otros sistemas de archivos.

### exFAT
exFAT (Extended File Allocation Table) es un sistema de archivos especialmente adaptado para memorias flash presentado con Windows Embedded CE 6.0. exFAT se utiliza cuando el sistema de archivos NTFS no es factible debido a la sobrecarga de las estructuras de datos.

### Futuro
Dado que Microsoft no seguirá dando soporte a sistemas operativos basados en MS-DOS, es poco probable que se desarrollen nuevas versiones de FAT. NTFS es un sistema de archivos superior a este en múltiples aspectos: eficiencia, rendimiento y fiabilidad. Su principal desventaja es el excesivo tamaño que desperdicia en pequeños volúmenes y su limitado soporte en otros sistemas operativos. Sus especificaciones son un secreto comercial; no obstante, esto está cambiando, gracias a la ingeniería inversa, pues ya es posible leer y escribir en particiones NTFS en Linux con herramientas como NTFS-3G.
FAT es, hoy por hoy, el sistema de archivos habitual en medios de almacenamiento extraíbles (con la excepción hecha del CD y DVD). FAT12 se usa en disquetes, y FAT16 en el resto de medios (por ejemplo, tarjetas de memoria y memorias USB) de hasta 2GB (hoy en día casi en desuso). Las tarjetas y memorias USB de 4GB a 32GB usualmente usan FAT32 para superar las limitaciones de la versión anterior. Las memorias de 64GB y más usan el sistema exFAT por la misma razón. FAT se utiliza por motivos de compatibilidad.
El soporte para formatear particiones con FAT32 en Windows está limitado a particiones de hasta 32 gigabytes, lo que obliga a los usuarios a usar NTFS o utilizar utilidades de terceros al margen de Windows. Esta limitación afecta a la hora de crear particiones, pero no al uso: Windows puede acceder a discos FAT32 de hasta 2 terabytes.
Aunque en el momento de instalar no permite formatear una partición con FAT32 de más de 32 GB, y obligará a usar NTFS. La solución es formatear antes el disco en FAT32 (por ejemplo con la ayuda de un LiveCd de GNU/Linux o utilidades de terceros), y a continuación instalar Windows.

## Estructura
El sistema de archivos FAT se compone de cuatro secciones:
1. El sector de arranque. Siempre es el primer sector de la partición (volumen) e incluye información básica, punteros a las demás secciones, y la dirección de la rutina de arranque del sistema operativo.
2. La región FAT. Contiene dos copias de la tabla de asignación de archivos (por motivos de seguridad). Estos son mapas de la partición, indicando qué clusters están ocupados por los archivos.
3. La región del directorio raíz. Es el índice principal de carpetas y archivos.
4. La región de datos. Es el lugar donde se almacena el contenido de archivos y carpetas. Por tanto, ocupa casi toda la partición. El tamaño de cualquier archivo o carpeta puede ser ampliado siempre que queden suficientes clusters libres. Cada cluster está enlazado con el siguiente mediante un puntero. Si un determinado cluster no se ocupa por completo, su espacio remanente se desperdicia.

Una partición se divide en un conjunto de clusters de idéntico tamaño. Son pequeños bloques discontinuos. El tamaño del clúster depende de la variante de FAT utilizada. Varía entre 2 y 32 kilobytes. Cada archivo ocupa uno o más clusters en función de su tamaño. De manera que un archivo queda representado por una cadena secuencial de clusters (una lista enlazada). Cada clúster de la cadena no tiene por qué ser adyacente al anterior. Esto es lo que provoca la fragmentación.
La tabla de asignación de archivos consta de una lista de entradas. Cada entrada contiene información sobre un clúster:
- La dirección del siguiente clúster en la cadena.
- Si es pertinente, la indicación de "fin de archivo" (que es también el fin de la cadena).
- Un carácter especial para indicar que el clúster es defectuoso.
- Un carácter especial para indicar que el clúster está reservado (es decir, ocupado por un archivo).
- El número cero para indicar que el clúster está libre (puede ser usado por un archivo).

El tamaño de estas entradas también depende de la variante FAT en uso: FAT16 usa entradas de 16 bits, FAT32 usa entradas de 32 bits, etc.

### El directorio raíz

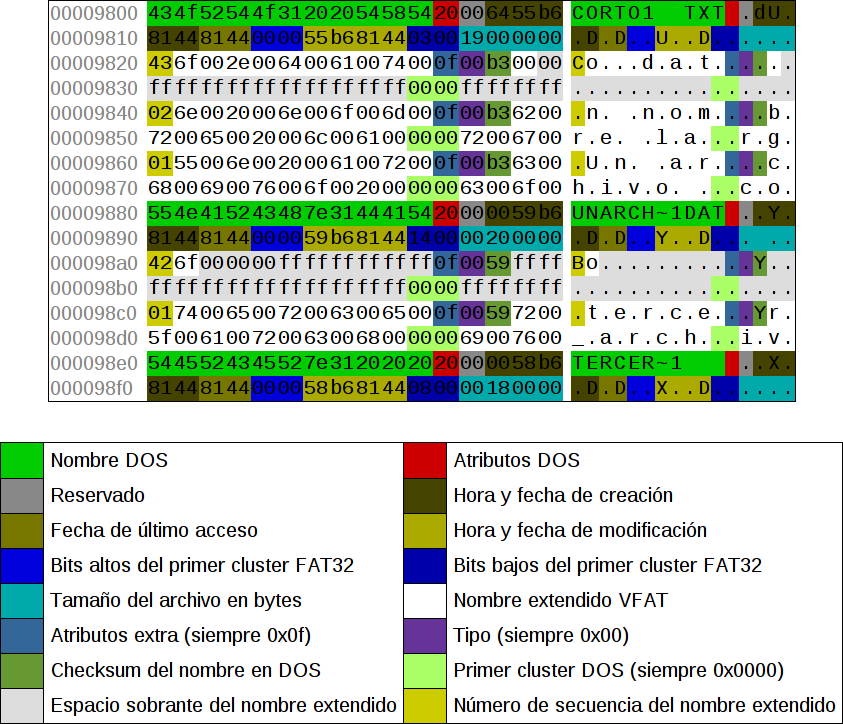
Tres entradas de directorio bajo un sistema de archivos VFAT (FAT32)

Este índice es un tipo especial de archivo que almacena las sub-carpetas y archivos que componen cada carpeta. Cada entrada del directorio contiene el nombre del archivo o carpeta (máximo 8 caracteres), su extensión (máximo 3 caracteres), sus atributos (archivo, carpeta, oculto, del sistema, o volumen), la fecha y hora de creación, la dirección del primer cluster donde están los datos, y por último, el tamaño que ocupa.
El directorio raíz ocupa una posición concreta en el sistema de archivos, pero los índices de otras carpetas ocupan la zona de datos como cualquier otro archivo.
Los nombres largos se almacenan ocupando varias entradas en el índice para el mismo archivo o carpeta.

## Licenciamiento
Microsoft ha solicitado una serie de patentes para elementos clave del sistema de archivos FAT en los años 1990. Su popularidad y compatibilidad lo hacen el formato de elección para memorias flash de cámaras digitales, teléfonos móviles, y tabletas por ejemplo.
En diciembre de 2003, Microsoft anunció que comenzaría a comercializar licencias de uso para FAT al coste de 0,25 dólares por unidad vendida. con un máximo de 250.000 dólares por acuerdo de licencia.
Hasta el momento, Microsoft ha citado cuatro patentes sobre FAT como fundamento de sus pretensiones. Las cuatro se refieren a la implementación de nombres largos:
- Patente 5.745.902: Método y sistema para acceder un archivo usando nombres largos con diferentes formatos de nombre de archivo. Cubre un modo de generar y asociar un nombre corto "8.3" con uno largo (por ejemplo, "Microsoft.txt" -largo- con "Micros~1.txt" -corto-). Así como el modo de enumerar nombres cortos en conflicto (por ejemplo, "MICROS~2.TXT" y "MICROS~3.TXT").
- Patente 5.579.517: Espacio de nombres común tanto para nombres cortos como largos de archivos. Cubre un método para encadenar múltiples entradas de nombre corto en el índice para almacenar un nombre largo. La Public Patent Foundation impugnó esta patente con éxito.
- Patente 5.758.352: Similar a la anterior. También fue impugnada con éxito.
- Patente 6.286.013: Método y sistema para proporcionar un espacio común de nombres para nombres de archivo tanto largos como cortos en un sistema operativo. Esta patente reclama los métodos usados en Windows 95, 98 y ME para hacer los nombres de archivos largos compatibles con MS-DOS. Aparentemente, no afecta a ninguna implementación de FAT distinta a la de Microsoft.

Algunos expertos creen que estas patentes no cubren realmente el uso que se hace de FAT en medios extraíbles de consumo.
Por otra parte, el documento Microsoft Extensible Firmware Initiative FAT 32 File System Specification, FAT: General Overview of On-Disk Format, publicado por Microsoft, garantiza una serie de derechos que podrían interpretarse como una licencia para implementar FAT en otros sistemas operativos.

### Impugnaciones
Debido al clamor popular para que se volviesen a examinar dichas patentes, la Public Patent Foundation envió pruebas a la Oficina de Patentes sobre trabajos previos de Xerox e IBM. La Oficina reconoció que existían "dudas sustanciales de patentabilidad" y abrió una investigación para revisar dichas patentes.
Finalmente, dicha revisión ha confirmado la validez de las patentes en enero de 2006.

### En inglés
- Microsoft's statement on "FAT File System Technology and Patent License"
- Slashdot discussion on Microsoft's claims of FAT-related patents
- Microsoft Extensible Firmware Initiative FAT 32 File System Specification, FAT: General Overview of On-Disk Format
- Understanding FAT32 Filesystems (explained for embedded firmware developers)
- Microsoft's war on GPL dealt patent setback
- A Short History of MS-DOS, by Tim Paterson
- Detailed Explanation of FAT Boot Sector - Microsoft Knowledge Base Article 140418
- At PUBPAT's Request, Patent Office Rejects Microsoft's FAT Patent: All Claims of Reynolds '517 Patent Ruled Invalid
- Volume and file size limits of FAT filesystems
- Design goals and implementation of the new High Performance File System

- Datos: Q190167